# Opera di Stato di Praga

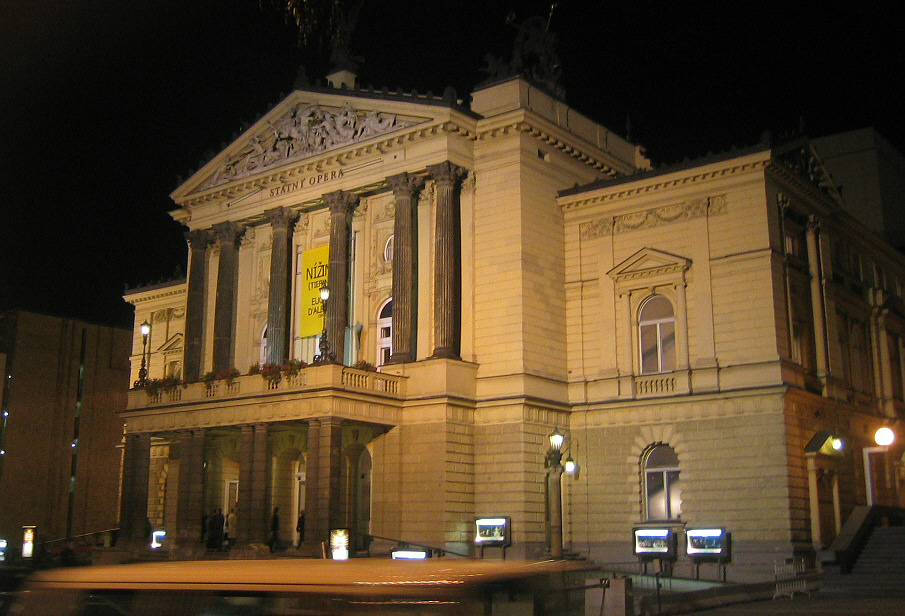
Opera di Stato di Praga, 2003

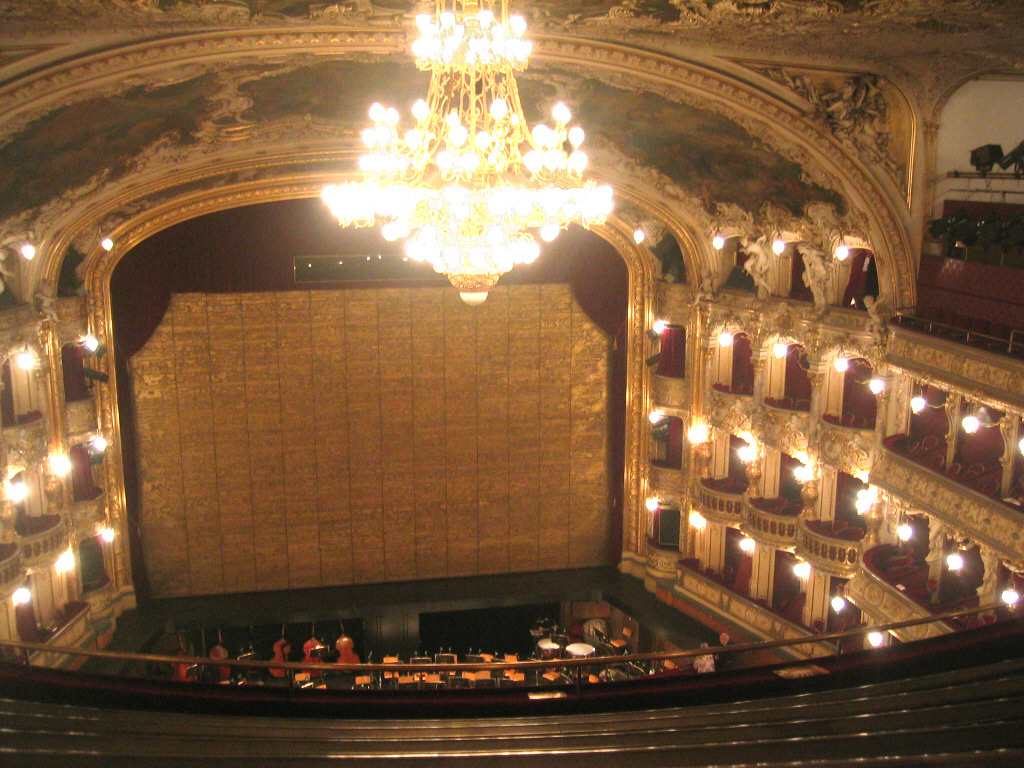
Interno dell'Opera di Stato di Praga, 2003

L'Opera di Stato (in Ceco: Státní opera) è un teatro dell'opera di Praga, nella Repubblica Ceca. Fa parte del Teatro Nazionale della Repubblica Ceca, fondato dal Ministero della Cultura della Repubblica Ceca nel 1992. Il teatro stesso è stato originariamente aperto nel 1888 come Nuovo Teatro Tedesco e dal 1949 al 1989 era conosciuto come Teatro Smetana. Più recentemente è stata ribattezzato Opera di Stato di Praga. Attualmente ospita circa 300 spettacoli all'anno.

## Storia

### Nuovo Teatro Tedesco

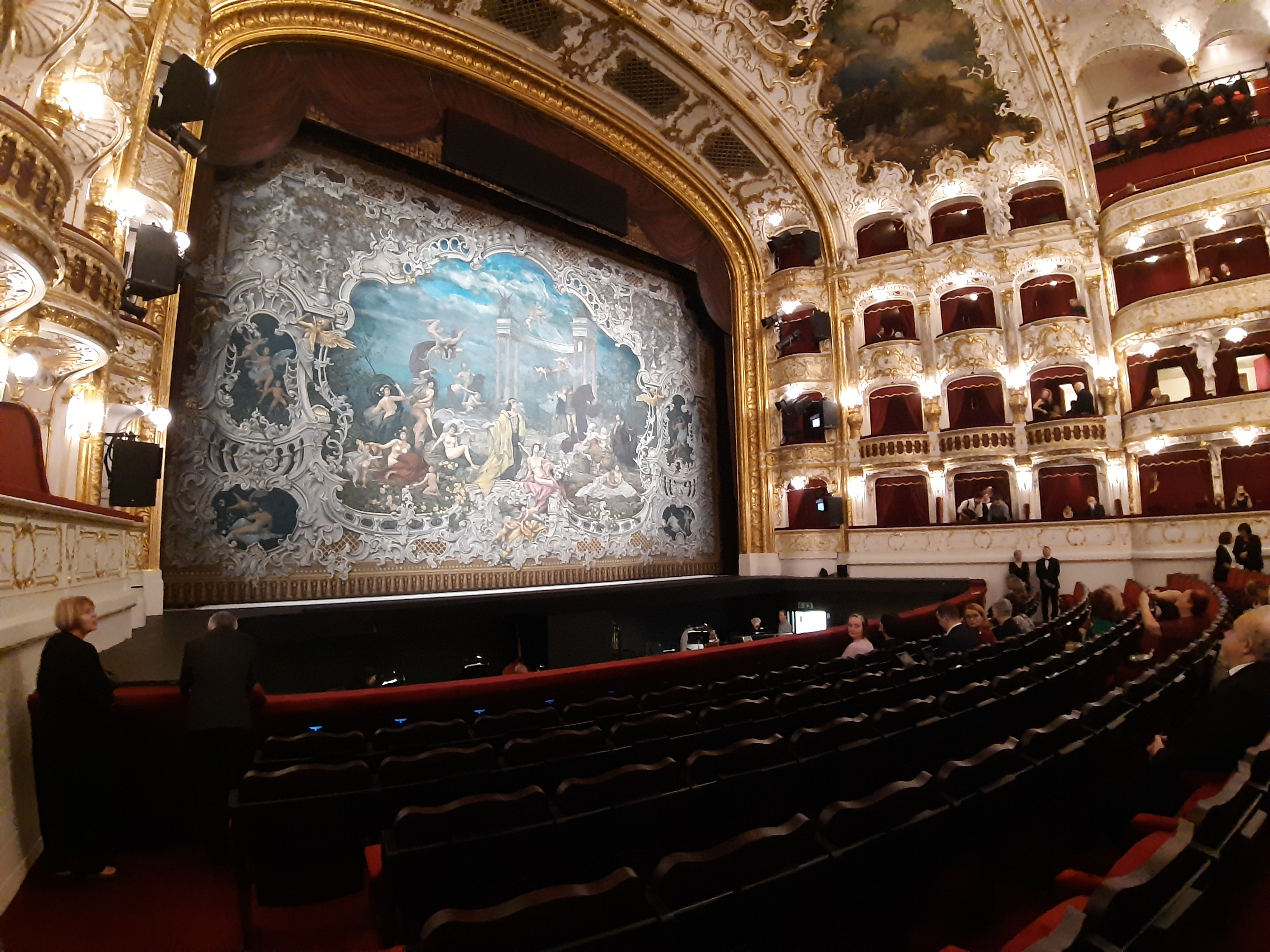
L'auditorium

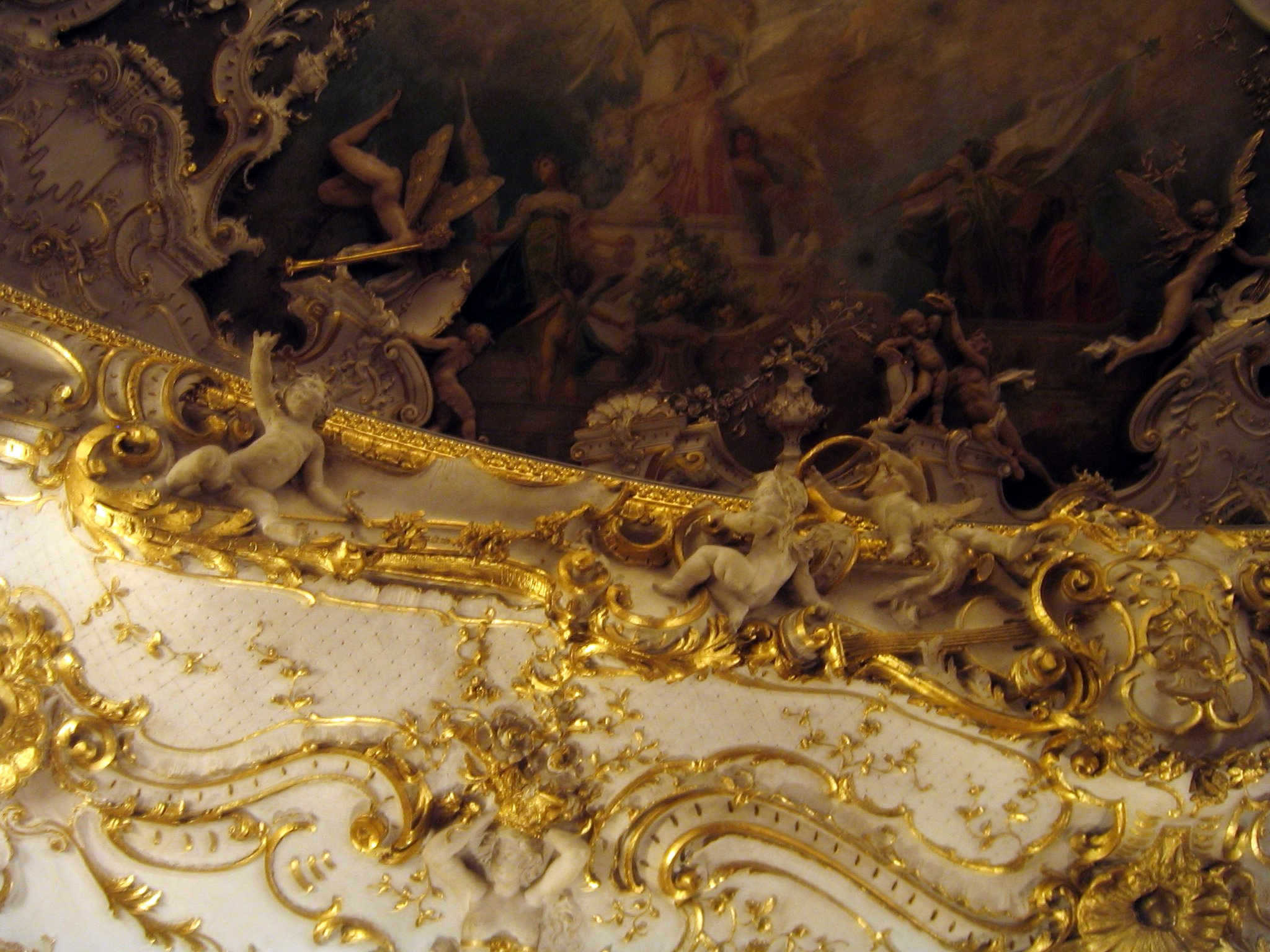
Particolare del soffitto.

La storia del teatro attualmente noto come Opera di Stato di Praga risale alla fine del XIX secolo. Sebbene spesso messa in ombra dal più importante Teatro Nazionale di Praga, la compagnia ha una sua storia distinta. La nascita di un magnifico teatro ceco, il Teatro Nazionale, nel 1883 creò indirettamente nella comunità tedesca di Praga il desiderio di un proprio teatro dell'opera di lingua tedesca. A quel tempo le terre ceche facevano parte dell'Impero austro-ungarico e a Praga viveva una numerosa minoranza tedesca. Il 4 febbraio 1883 fu fondato il Deutscher Theaterverein con l'obiettivo di raccogliere fondi per il nuovo teatro. I piani furono sviluppati dalla nota ditta viennese Fellner e Helmer insieme a Karl von Hasenauer, architetto del Burgtheater di Vienna. Il risultante Neues deutsches Theater (Nuovo teatro tedesco) è stato progettato dall'architetto praghese Alfons Wertmüller e costruito in 20 mesi. Con il suo ampio auditorium e le elaborate decorazioni neorococò, il teatro era uno dei più belli d'Europa.
Le rappresentazioni iniziarono il 5 gennaio 1888 con l'opera I maestri cantori di Norimberga di Richard Wagner. Il primo direttore fu Angelo Neumann, che vi portò illustri musicisti e stabilì standard artistici così elevati, al punto che il teatro raggiunse presto riconoscimenti internazionali. I successori di Neumann furono Heinrich Teweles, Leopold Kramer, Robert Volkner, Paul Eger e Pavel Ludikar. Gli artisti associati al teatro nella sua prima fase includevano Kurt Adler (direttore), Alexander Zemlinsky, George Szell, Erich Kleiber, Otto Klemperer, Alfred Piccaver, Hans Hotter, Kurt Baum e Wilhelm Elsner. Gli artisti ospiti includevano Nellie Melba, Enrico Caruso, Emma Calvé, Lilli Lehmann, Selma Kurz, Maria Jeritza, Richard Tauber e Leo Slezak.

### Era nazista
Negli anni '30, con la crescente minaccia nazista, il Nuovo Teatro Tedesco di Praga era tra i baluardi della democrazia, fungendo da rifugio per gli artisti in fuga dalla Germania. Gli sviluppi politici poco prima della firma della Conferenza di Monaco, insieme a problemi finanziari, portarono tuttavia l'Associazione Teatrale Tedesca a chiudere il teatro nel settembre 1938.
Lo stato Cecoslovacco manifestò interesse per la costruzione ma l'occupazione nazista della Cecoslovacchia il 15 marzo 1939 e l'istituzione del "Protettorato di Boemia e Moravia" ne vanificarono i piani. Con il nuovo titolo di Deutsches Opernhaus (Teatro dell'Opera Tedesco), il teatro servì per le assemblee politiche del partito nazista e per le occasionali presentazioni di ospiti di ensemble del Terzo Reich.

### Teatro del cinque maggio
Un cambiamento radicale avvenne nel maggio 1945 in seguito alla caduta del governo a guida nazista. Un gruppo di artisti cechi guidati da Alois Hába, Václav Kašlík e Antonín Kurš fondò il Teatro del 5 maggio nell'ex Teatro dell'Opera tedesco. Per la prima volta il teatro diventò una seded per l'opera ceca, anziché tedesca. La prima rappresentazione fu dei Brandenburgers in Boemia di Bedřich Smetana il 4 settembre 1945. L'agenda artistica del nuovo gruppo si sforzò di creare un teatro d'avanguardia che servisse da alternativa al più conservatore Teatro Nazionale. Una straordinaria nuova produzione teatrale de I racconti di Hoffmann di Jacques Offenbach il 29 agosto 1946 e una messa in scena non tradizionale de La sposa venduta di Bedřich Smetana, prima intoccabile, furono seguite dall'opera in quarti di tono Mother di Alois Hába, Matrimonio al convento di Sergei Prokofiev e altri. Le produzioni innovative del teatro suscitarono l'attenzione del pubblico e dei media, compresi i consensi dall'estero. Sfortunatamente il successo della Grand Opera del 5 maggio iniziò a creare una concorrenza indesiderata per il Teatro Nazionale. A partire dalla stagione 1948-49, con decreto governativo, la Grand Opera fu incorporata nel Teatro Nazionale. Si concluse così, dopo sole tre stagioni, il secondo significativo periodo creativo del teatro.

### Teatro Smetana
Nel novembre 1949 l'edificio fu ribattezzato Teatro Smetana, ora funzionante come seconda sede del Teatro Nazionale sotto il governo del Partito Comunista di Cecoslovacchia. Date le strutture sceniche, era adatto per opere su larga scala del repertorio operistico mondiale. Il balletto aveva un posto di rilievo. Le produzioni operistiche allestite al Teatro Smetana potevano inoltre avvalersi dei servizi di tutti i solisti, direttori e registi. Tuttavia la divisione organizzativa delle produzioni dava spesso luogo a immense difficoltà operative.
Il repertorio prevedeva produzioni di opere contemporanee ceche, ma non furono trascurate le opere di Bedřich Smetana, Antonín Dvořák e Leoš Janáček. Il repertorio standard era però formato dalle opere maggiori e minori della letteratura operistica mondiale e parecchie produzioni hanno riscosso successo internazionale.
Grazie alle sue grandi strutture sceniche, il Teatro Smetana fu spesso utilizzato da compagnie internazionali di opera, balletto e teatro invitate a Praga per spettacoli ospiti. Tra queste c'erano una serie di sei rappresentazioni del Teatro Bol'šoj (23-28 maggio 1973) e due rappresentazioni della Wiener Staatsoper dell'Ariadne auf Naxos di Richard Strauss, diretta da Karl Böhm con Edita Gruberová nel ruolo di Zerbinetta (25 e 27 aprile 1979).

### Opera di Stato di Praga
Dopo la Rivoluzione di velluto del novembre 1989, gli sforzi per riconquistare l'indipendenza del Teatro Smetana furono coronati dal successo e il 1 aprile vi fu istituita l'Opera di Stato di Praga e il teatro fu nuovamente ribattezzato. Karel Drgáč ne divenne il primo direttore. Ampliò il repertorio con ulteriori opere chiave della letteratura operistica mondiale. Ciò gli valse un inequivocabile elogio critico ma fu soprattutto il suo sistematico lavoro sull'eredità della produzione del XX secolo, Alexander Zemlinsky, Hans Krása, Gottfried von Einem. Il nuovo stile di lavoro e il tanto accentuato orientamento verso le tradizioni del Nuovo Teatro Tedesco non furono sempre ben accolti. Così Drgáč dovette combattere una serie di battaglie per vincere la guerra per l'esistenza dell'Opera di Stato. E intanto perse la sua battaglia, quando allo scadere del triennio il mezzosoprano Eva Randová uscì vittoriosa dal concorso indetto nel 1995 per la carica di regista. Tuttavia, nemmeno una cantante che aveva esperienza nei più prestigiosi Teatri del mondo poteva evitare critiche successive al suo modo di gestire il Teatro. Il suo successore, Daniel Dvořák, per molti versi continuò la tendenza di Karel Drgáč. Intendeva l'Opera di Stato di Praga come un teatro che doveva essere incorporato nel contesto europeo e l'opera come un genere il cui sviluppo doveva essere aiutato attraverso il sostegno di nuove opere. Durante le sue quattro stagioni, 1998-2002, Praga ebbe l'opportunità di sperimentare un numero senza precedenti di anteprime mondiali.
Dopo che Dvořák ebbe lasciato il suo incarico per assumere la direzione del Teatro Nazionale di Praga, il Ministro della Cultura ceco nominò Jaroslav Vocelka a capo dell'Opera di Stato di Praga. In precedenza suo amministratore delegato, la lunga esperienza di Vocelka nell'amministrazione dell'opera, consentì una transizione senza problemi per la compagnia. L'Opera di Stato di Praga mantiene una politica di programmazione progressiva. Nuove produzioni di Treemonisha di Scott Joplin, La bohème di Ruggero Leoncavallo, Tiefland di Eugen d'Albert e Candide di Leonard Bernstein furono tutti lavori chiave nella politica di costruzione del programma del teatro. Vocelka continuato anche la tradizione di mettere in scena concerti di beneficenza per molti enti di beneficenza e umanitari e rese il teatro disponibile per eventi culturali e sociali.
Nel 2003 il corpo di ballo dell'opera si fuse con la nota compagnia del Balletto da Camera di Praga per creare il Balletto dell'Opera di Stato di Praga.

## Archivi
Una parte importante dell'attività dell'Opera di Stato di Praga è il suo Centro di documentazione. Oltre a tenere registrazioni archivistiche sistematiche delle attività del teatro, si è concentrato sulla ricostruzione degli archivi perduti del New German Theatre. Nel 2004 l'Opera di Stato di Praga ha pubblicato, con la casa editrice Slovart, un libro sulla sua storia, The Prague State Opera: A History of the Theatre in Pictures and Dates. Il libro, con testi in ceco, inglese e tedesco, documenta la storia del teatro dell'opera dal Nuovo teatro tedesco ad oggi. Attingendo materiale da una vasta gamma di fonti, sia nazionali che internazionali, la pubblicazione ha raggruppato un inestimabile archivio letterario e fotografico, tra cui una serie di documenti che sono stati pubblicati per la prima volta.